# I Will Survive
I Will Survive – piosenka autorstwa Freddiego Perrena i Dino Fekarisa, którą pierwotnie nagrała amerykańska piosenkarka Gloria Gaynor. Singiel z utworem wydany został na singlu w październiku 1978 roku. Przez lata kompozycja stała się hymnem disco, otrzymując od RIAA certyfikat podwójnej platyny.
Tekst piosenki opisuje sytuację, gdzie narrator odkrywa w sobie pokłady wiary we własne siły, co następuje po rozstaniu dwojga ludzi. Pewność uwolnionej ze związku osoby wzrasta z każdym wersem, czemu towarzyszy porywający instrumentalny akompaniament. Piosenka jest uznawana za symbol kobiecej niezależności, także homoseksualiści traktują ją za swój hymn. Piosenka ta była również hymnem piłkarskiej reprezentacji Francji, gdy ta wygrała Mundial w 1998 roku.

## Popularność
Utwór jest jedną z najpopularniejszych piosenek disco wszech czasów. Największy przebój piosenkarki dotarł do pozycji pierwszej na amerykańskiej liście Billboard Hot 100, także na Wyspach Brytyjskich utwór wspiął się na sam szczyt zestawienia UK Singles Chart.
„I Will Survive” znalazł się na pozycji 492. na liście 500. utworów wszech czasów kompilowanej przez amerykańskie czasopismo muzyczne Rolling Stone. W 2000 roku, piosenka zajęła 1. miejsce zestawienia 100. najlepszych piosenek tanecznych, które przygotowała amerykańska stacja telewizyjna VH1.

## Wersje innych wykonawców

### Wersja Cake
Utwór „I Will Survive” nagrany przez zespół Cake trafił na singiel, który wydany został w roku 1996. Cover pojawił się później na ich albumie Fashion Nugget. Mała płyta była pierwszym singlem promującym płytę.

#### Lista utworów
1. „I Will Survive”

#### Teledysk
John McCrea wciela się w rolę funkcjonariusza policji, który wydaje mandaty w San Francisco. Łączy się to z obrazkiem, w którym Todd Roper gra na ulicach na gitarze Shon Meckfessel gra na dachu samochodu, zaś Greg Brown gra w tłumie przechodniów.